# 22249 Dvorets Pionerov
22249 Dvorets Pionerov este un asteroid din centura principală, descoperit pe 11 septembrie 1972, de Nikolai Cernîh.